# Nothobaccharis
Nothobaccharis là một chi thực vật có hoa trong họ Cúc (Asteraceae).

## Loài
Chi Nothobaccharis gồm các loài: